# Beauce la Romaine
Beauce la Romaine ist eine französische Gemeinde mit 3.350 Einwohnern (Stand 1. Januar 2022) im Département Loir-et-Cher in der Region Centre-Val de Loire. Sie gehört zum Kanton La Beauce im Arrondissement Blois.
Sie entstand mit Wirkung vom 1. Januar 2016 als Commune nouvelle durch die Zusammenlegung der bisherigen Gemeinden Ouzouer-le-Marché, La Colombe, Membrolles, Prénouvellon, Semerville, Tripleville und Verdes. Die ehemaligen Gemeinden verfügen in der neuen Gemeinde über den Status einer Commune déléguée. Der Verwaltungssitz befindet sich in Ouzouer-le-Marché.

## Gliederung
| Ortsteil                            | ehemaliger INSEE-Code | Fläche (km²) | Einwohnerzahl zum 1. Januar 2022 |
| ----------------------------------- | --------------------- | ------------ | -------------------------------- |
| Ouzouer-le-Marché (Verwaltungssitz) | 41173                 | 28,10        | 1.974                            |
| La Colombe                          | 41056                 | 18,36        | 0168                             |
| Membrolles                          | 41133                 | 18,95        | 0272                             |
| Prénouvellon                        | 41183                 | 19,77        | 0254                             |
| Semerville                          | 41244                 | 09,67        | 087                              |
| Tripleville                         | 41264                 | 13,07        | 0166                             |
| Verdes                              | 41270                 | 28,59        | 0429                             |

## Lage
Nachbargemeinden sind
- Cloyes-les-Trois-Rivières im Nordwesten,
- Villamblain und Villemaury im Norden,
- Charsonville und Épieds-en-Beauce im Nordosten,
- Baccon im Osten,
- Villermain im Südosten,
- Autainville, Binas und Saint-Laurent-des-Bois im Süden,
- Vievy-le-Rayé und Saint-Léonard-en-Beauce im Südwesten,
- Ouzouer-le-Doyen und Moisy im Westen.